# Fabio Capello
Fabio Capello, född 18 juni 1946 i San Canzian d'Isonzo i Gorizia i Italien, är en fotbollstränare och före detta fotbollsspelare. Capello hade en framgångsrik spelarkarriär och var under 1970-talet landslagsspelare för Italien. 
Nils Liedholm har varit Capellos stora ledstjärna genom hela hans tränarkarriär. Deras vägar korsades redan då Capello fortfarande var aktiv som fotbollsspelare, närmare bestämt 1977-78 i Milan, då laget befann sig i kris. Capello var vid den tiden en rutinerad mittfältare. När dagstidningen La Repubblica bad Capello nämna en tränare som lärt honom något svarade han Liedholm. Vid trettio års ålder trodde jag att jag var fullärd, men med honom blev jag bättre. Jag har lärt mig mycket av honom. Capellos första stora tränaruppdrag var just med Liedholm i Milan under åren 1985-87, ett lag som han senare tog över. 
Säsongen 2004/2005 gick Capello från AS Roma till rivalen Juventus och tog då med sig spelarna Emerson och Jonathan Zebina.
Säsongen 2006/2007 vann han sin andra titel i spanska högstaligan, La Liga, som tränare för storklubben Real Madrid. Han kom till Real Madrid efter att klubben inte vunnit en titel på tre år. 28 juni 2007, bara tolv dagar efter vinsten i La Liga, sparkade Real Madrids styrelse Capello. 2008 tog han över som tränare för Engelska fotbollslandslaget. Han avgick från sin tjänst som förbundskapten för England 8 februari 2012 efter bråk med FA. Det var ursprungligen tänkt att han skulle lämna sin post efter Fotbolls-EM 2012. Roy Hodgson tog över och Capello blev förbundskapten i Ryssland. 14 juli 2015 sparkades han från förbundskaptensposten på grund av dåliga resultat i EM-kvalet.

## Tränartitlar
- Serie A: 1992, 1993, 1994, 1996, 2001, 2005, 2006
- La Liga: 1997, 2007
- Champions League: 1994
- Italienska Supercupen: 1992, 1993, 1994
- Uefa Super Cup: 1995